# Kapy Imre
Kapivári Kapy Imre (Kapivár, Sáros megye, 1834. november 6. – Budapest, 1916. augusztus 24.) magyar királyi zálogházi aligazgató, hírlapíró.

## Élete
Kapivárott született, hol atyja alispán volt. Miután a gimnáziumnak nyolc osztályát és a két évi jogot elvégezte, 1854-ben az osztrák hadseregbe lépett; az 1859-es olasz hadjáratban mint főhadnagy vett részt és a hadi érem tulajdonosa lett; a hadseregből kilépvén, mint szolgálaton kívüli főhadnagy a magyar királyi honvédség létszámában volt. 1860-tól 1876-ig a Déli Vasútnál, a bécsi Credit-Anstaltnál és a Verkehrsbanknál működött. 1876. július 1-én államszolgálatba lépett és onnantól főnöki minőségben a magyar királyi zálogházaknál és aligazgatói címmel a budapestinél szolgált. A zálogházi intézmény terén mint szakférfit 1869-ben és azután is a zálogházi enqutekre meghívták. 1900. február 28-án zálogházi igazgatóvá nevezték ki.
Társadalmi és nemzetgazdászati cikkeket írt a napi lapokba; 1892-től a Hungaria, magyarországi sütőiparos-egylet szaklapjának a munkatársa.

## Munkái
- Vaglóty Gábor, dráma 3 felvonásban, Budapest, 1881.
- A kettős könyvelés gyakorlati útmutatója. Uo. 1884.

Kéziratban: Az uzsora áldozatai c. színműve, melyet 1880-ban a budai színkörben háromszor adtak elő.